# Turó de la Bandera (Montseny)
El Turó de la Bandera és una muntanya de 1.658 metres que es troba al municipi de Montseny, a la comarca del Vallès Oriental, al costat del Matagalls.